# Diceromyia sylvatica
Diceromyia sylvatica is een muggensoort uit de familie van de steekmuggen (Culicidae). De wetenschappelijke naam van de soort is voor het eerst geldig gepubliceerd in 1983 door Brunhes.